# Pangaribuan (Andam Dewi)
Pangaribuan is een bestuurslaag in het regentschap Tapanuli Tengah van de provincie Noord-Sumatra, Indonesië. Pangaribuan telt 538 inwoners (volkstelling 2010).